# デニス・ウィーバー
デニス・ウィーバー（Dennis Weaver, 1924年6月4日 - 2006年2月24日）は、アメリカ合衆国の俳優。
代表作はテレビドラマ『ガンスモーク』のチェスター・グード役(1955 - 1964)、NBC『警部マクロード』のマクロード役(1970 - 1977)、映画『激突!』のデイヴィッド・マン役などがある。

## 生い立ち
ミズーリ州ジョプリンで、ウォルター・ウィーバーとリーナ・プラサー夫妻の間に生まれる。彼は幼少時から俳優を志し、オクラホマ大学で演劇を学んだ。第二次世界大戦中は海軍に入隊しパイロットとなる。1945年にはゲリー・ストーウェルと結婚し3人の子供をもうけた。1948年、オリンピック十種競技に参加するため選考競技会に参加する。選考に外れた後、大学時代の友人ロニー・チャップマンがニューヨークで演劇の道に進むことを説得する。
ブロードウェイでチャップマンの代役として『Come Back, Little Sheba』のトルコ人漁師役を演じる。彼は結局ナショナル・ツアーリング・カンパニーでチャップマンからその役を譲り受けることとなる。俳優になる意志を固め、アクターズ・スタジオで演劇を学ぶ。ここでシェリー・ウィンタースと出会っている。演劇を学んでいる間、電気掃除機、三輪車、女性用メリヤス製品の販売を始めとする多くの臨時の仕事をして家族を養った。

## 経歴
1952年にはウィーバーがユニバーサル・スタジオから契約を得るのをウィンタースが手伝った。同年『The Redhead from Wyoming』で映画デビューする。続く三年の間、一連の映画に出演したが、家族を養うための日雇い仕事は継続しなければならなかった。彼が俳優の仕事で大きな成功を得たのは日雇い仕事の一つ、花の配達を行っている間のことであった。アメリカのテレビ史上最も長期間(1955 - 1975)放映された『ガンスモーク』でのチェスター・グード役で高く評価され、1959年にはプライムタイム・エミー賞最優秀助演男優賞を受賞した。
1958年にはオーソン・ウェルズの『黒い罠』で型破りな脇役を演じた。同作中で彼は「"I'm the night watchman."」と神経質に繰り返した。

## プライベート
菜食主義者（1958年から）であり、1960年代からのヨガおよび瞑想の学生であった。さらに環境保護論者としても活動した。
2006年2月24日、コロラド州リッジウェイの自宅で、癌からくる合併症により81歳で死去した。

## 出演

### テレビ
- ガンスモーク (1955 - 1964年)
- くまとマーク少年 (1967-1969年)
- 激突! -Duel （1971年）※のちに劇場でも公開
- 警部マクロード -McCLOUD(1970年 - 1977年)
- ザ・シンプソンズ -The Simpsons(2002年)声の出演

### 映画
- 牧場荒し The Redhead from Wyoming (1953)
- 十人のならず者 Ten Wanted Men (1955)
- 黒い罠 Touch of Evil (1958)
- スレッジ Sledge (1969)
- マリン・クラッシュ Submerged (2000)
- ホーム・オン・ザ・レンジ にぎやか農場を救え! Home on the Range (2004)

## 参照
1. 1 2 3 4  Lee, Felicia R. (2006年2月28日). “Dennis Weaver, 81, Sidekick on 'Gunsmoke,' Dies” (英語). ニューヨーク・タイムズ 2009年7月1日閲覧。
2. ↑  “Gunsmoke actor Weaver dies at 81” (英語). BBCニュース. (2006年2月28日) 2009年7月1日閲覧。
3. ↑  “デニス・ウィーバーさん死去”. AFPBB News. (2006年2月28日) 2009年7月1日閲覧。